# Boy (Roald Dahl)

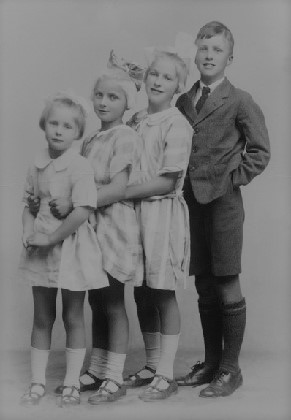
Der 10-jährige Roald mit seiner älteren und seinen zwei jüngeren Schwestern

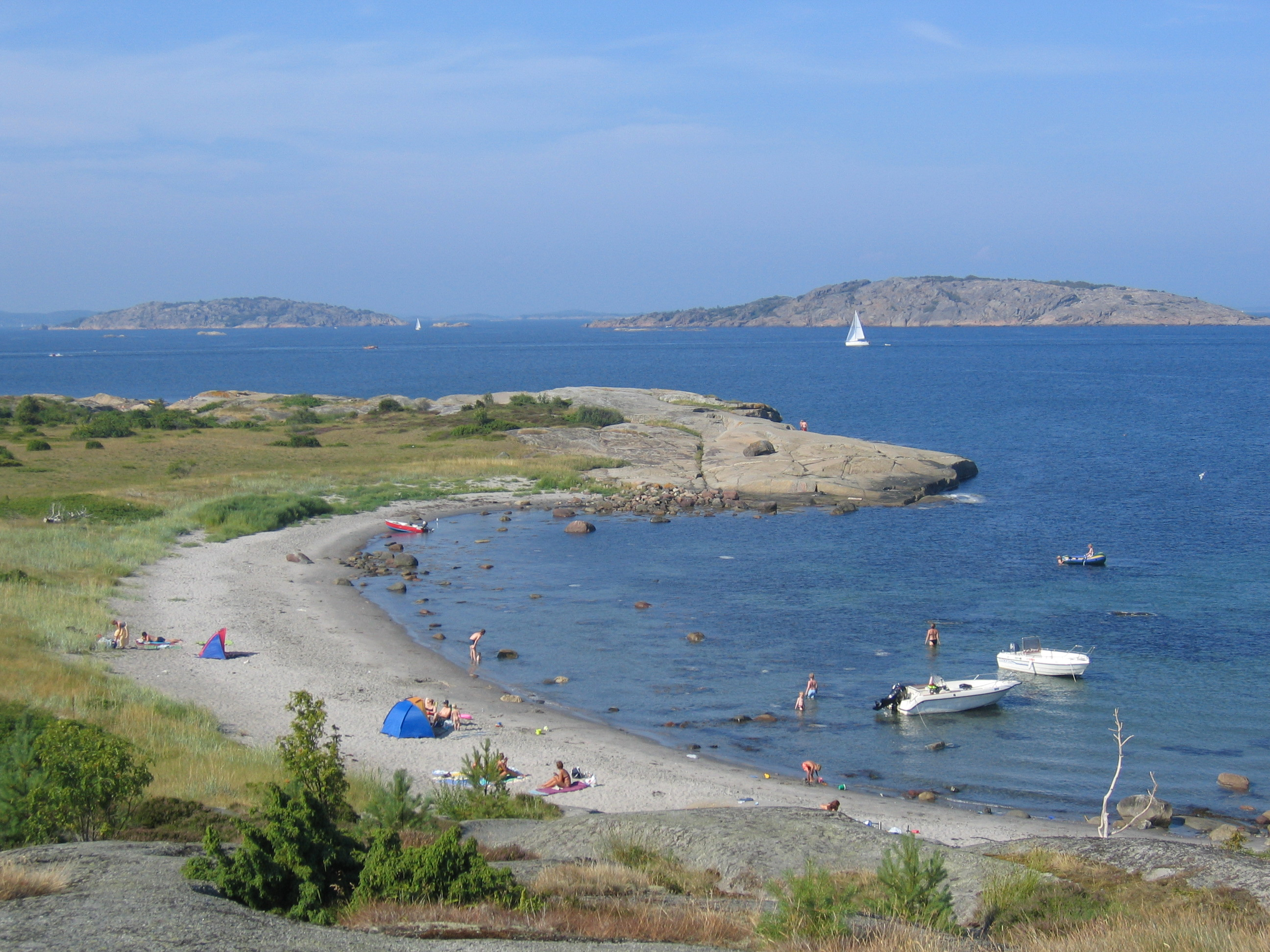
Tjøme, das norwegische Sommerferienparadies

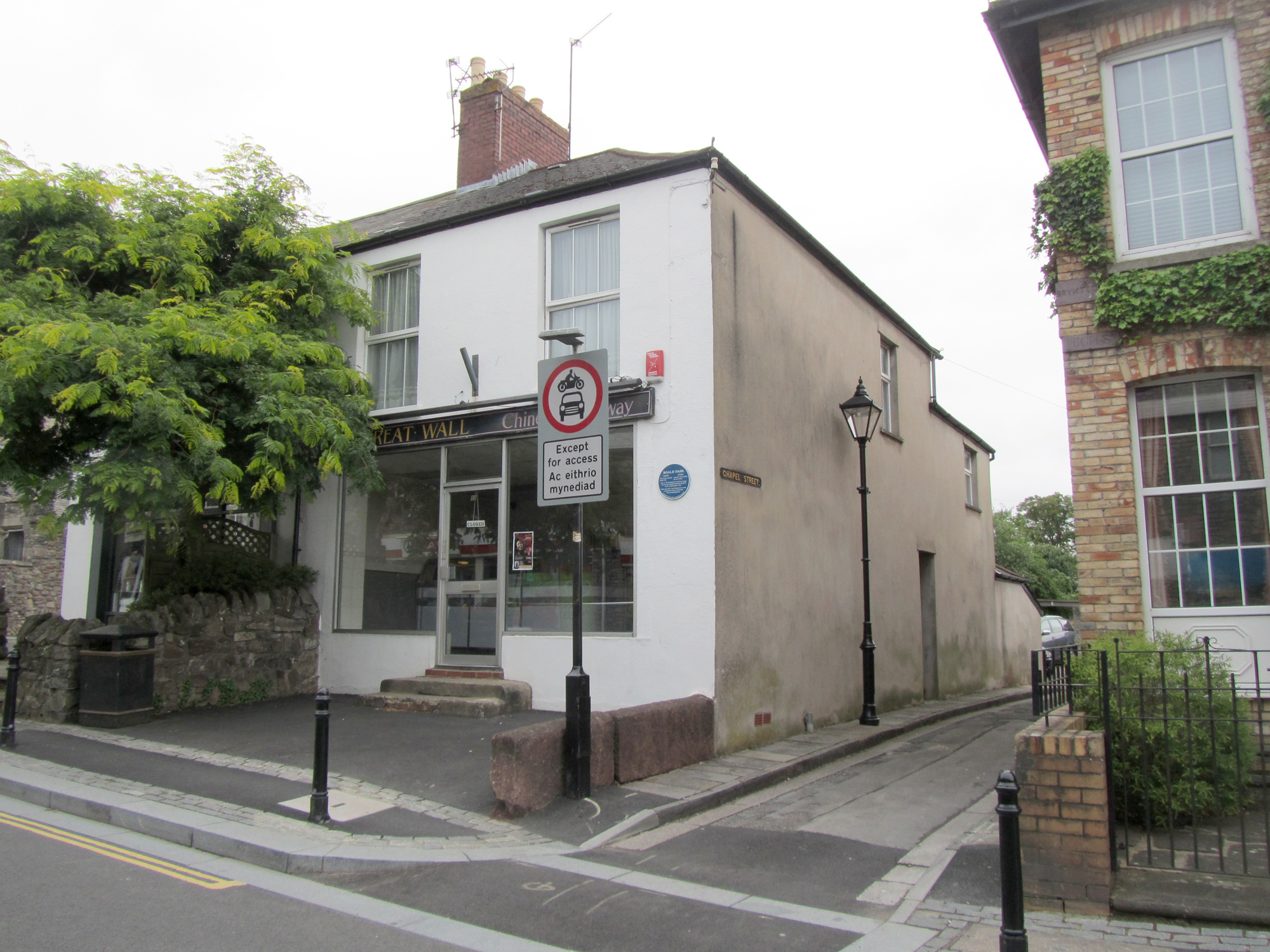
Der Süßwarenladen in Llandaff, Schauplatz des „Großen Mäusestreichs“

Boy ist eine autobiografische Erzählung von Roald Dahl aus dem Jahr 1984. Der vor allem für seine Kinderbücher berühmt gewordene Autor blickt darin auf seine eigene Kindheit zurück. Von herkömmlichen, mit „langweiligen Einzelheiten“ angefüllten Autobiografien distanziert er sich einleitend und bekennt sich stattdessen zu einer stark selektiven Konzentration auf Erlebnisse, die sich ihm tief eingeprägt hätten. Die meisten spielen sich im Umfeld der drei britischen Schulen ab, die er in den 1920er und 30er Jahren besuchte. Im Fortsetzungsband unter dem Titel Im Alleingang erzählt er dann von seinen Erlebnissen als Shell-Vertreter in Ostafrika und als Kampfflieger der Royal Air Force im Zweiten Weltkrieg.

## Inhalt
Im ersten und kürzesten von vier Teilen skizziert Dahl seine Herkunft. Beide Eltern stammten aus Norwegen. Sein Vater hatte sich als junger Mann, gemeinsam mit seinem Bruder, ins Ausland abgesetzt, um dort sein Glück zu versuchen; als Schiffsausrüster brachte er es zu Wohlstand und ließ sich im walisischen Llandaff nieder. Seine erste Frau, eine Französin, starb nach der Geburt des zweiten Kindes, worauf er kurzzeitig nach Norwegen zurückging, um eine Landsfrau zu freien. Sie brachte weitere fünf Kinder zur Welt; das dritte war der einzige Junge: Roald. Kurz nach dem Tod ihrer ältesten Tochter starb auch ihr Mann, 57-jährig. Den naheliegenden Gedanken einer Rückkehr nach Norwegen, um die Hilfe ihrer Eltern und unverheirateten Schwestern in Anspruch zu nehmen, schlug die 22 Jahre Jüngere aus. Sie sorgte aber dafür, dass ihre Kinder dort jeden Sommer paradiesische Ferienwochen erlebten: Von der Insel Tjøme aus, wo sie stets logierten, unternahm sie mit ihnen und dem Kindermädchen Tagestouren in einem kleinen Boot, das sie mit größter Ruhe und Geschicklichkeit durch alle Fährnisse selbst steuerte. Ihren Entschluss, in Großbritannien zu bleiben, führt Dahl auf ein väterliches Vermächtnis zurück. Der hatte erklärt, die englischen Schulen seien die besten der Welt, folglich sollten alle seine Kinder nirgendwo sonst ihre Bildung erhalten.
Drei Schulen besuchte Dahl und widmet jeder schwerpunktmäßig einen Teil: Llandaff Cathedral School, St. Peter’s in Weston-super-Mare und Repton School. Von der erhaltenen Bildung erfährt man darin so gut wie nichts. Umso mehr über die „Erziehung“. Sie war strikt autoritär. Zwar hat Dahl das Gros der Lehrer, seinerzeit „Master“ tituliert, als „unglaublich langweilig und vollkommen desinteressiert“ in Erinnerung, bestenfalls noch als Sonderlinge, wie jenen Mathematiklehrer, der die Jungs mit allem möglichen Zeitvertreib abseits der Mathematik bei Laune hielt. Die autoritäre Erziehung war aber vorherrschend, am aggressivsten in St. Peter’s, vor allem durch einen Kriegsversehrten mit dem sprechenden Namen Hardcastle und die Leiterin des Internats, unter deren Fuchtel die Zöglinge vom Nachmittag bis zum Morgen standen. Ständig drohten drakonische Strafen, auch für kleinste Vergehen, auch für Unschuldige; Verteidigung war aussichtslos, es sei denn, man zieh den erwachsenen Beschuldiger der Lüge, was keiner ernsthaft wagte. Die Königsdisziplin der schulischen Disziplinierung war die Prügelstrafe mit dem Rohrstock, vollstreckt durch den Direktor persönlich. Dahl musste die Tortur zwei Mal über sich ergehen lassen. Beim ersten Mal traf es ihn, als Ideengeber und „Held“ eines spektakulären Jungenstreichs, freilich nicht unschuldig; dessen Schilderung (The Great Mouse Plot) ist die längste von insgesamt rund 25 Episoden und fast eine eigenständige Erzählung.
In Repton, der letzten Station von Dahls Schullaufbahn, wurde manches besser, manches noch schlimmer. Noch schlimmer wurde es mit der physischen Gewalt. Sie lag jetzt auch in Händen älterer Mitschüler, den Präfekten oder Boazers, wie man sie dort nannte. Jeder Boazer konnte jeden „Fuchs“ (der man in den ersten zwei Jahren war) zu jeder Tages- und Nachtzeit zu jedwedem Dienst verpflichten und nach Gutdünken strafen, vorzugsweise mit dem Rohrstock. Zu allem Überfluss konnte das Opfer auch noch genötigt werden, die „Güte“ der verabreichten Hiebe von selbsternannten Experten „begutachten“ zu lassen. In denkbar größtem Gegensatz dazu standen die Expertisen für neu kreierte Schokoladensorten, um die der Süßwarenhersteller Cadbury seinerzeit Schüler regelmäßig bat – eine gustatorische und schriftstellerische Herausforderung, der sich Dahl mit Leidenschaft hingab. Merklich besser ging es ihm vor allem dadurch, dass er auf einem Gebiet Spitzenleistungen vollbrachte, das in englischen Public Schools traditionell für hohes Ansehen sorgt: im Sport. Und das gleich mehrfach. Er spielte in der Fußball-Schulauswahlmannschaft und wurde sogar Teamkapitän in zwei weiteren Ballsportarten, Fives und Squash-racquets. An sich hätte ihn das prädestiniert, zum Boazer der Schule oder mindestens einem der Wohnheime berufen zu werden. Dass ihm dies verwehrt wurde und dass er „ganz sicher […] in der Geschichte von Repton der einzige nicht zum Boazer gemachte Doppelkapitän“ gewesen sei, verbucht Dahl unter seine Erfolge. Denn er gehöre nicht zu den Menschen, die „dazu geboren [sind], Macht auszuüben und Autorität durchzusetzen“.

## Lesarten

### Hommage

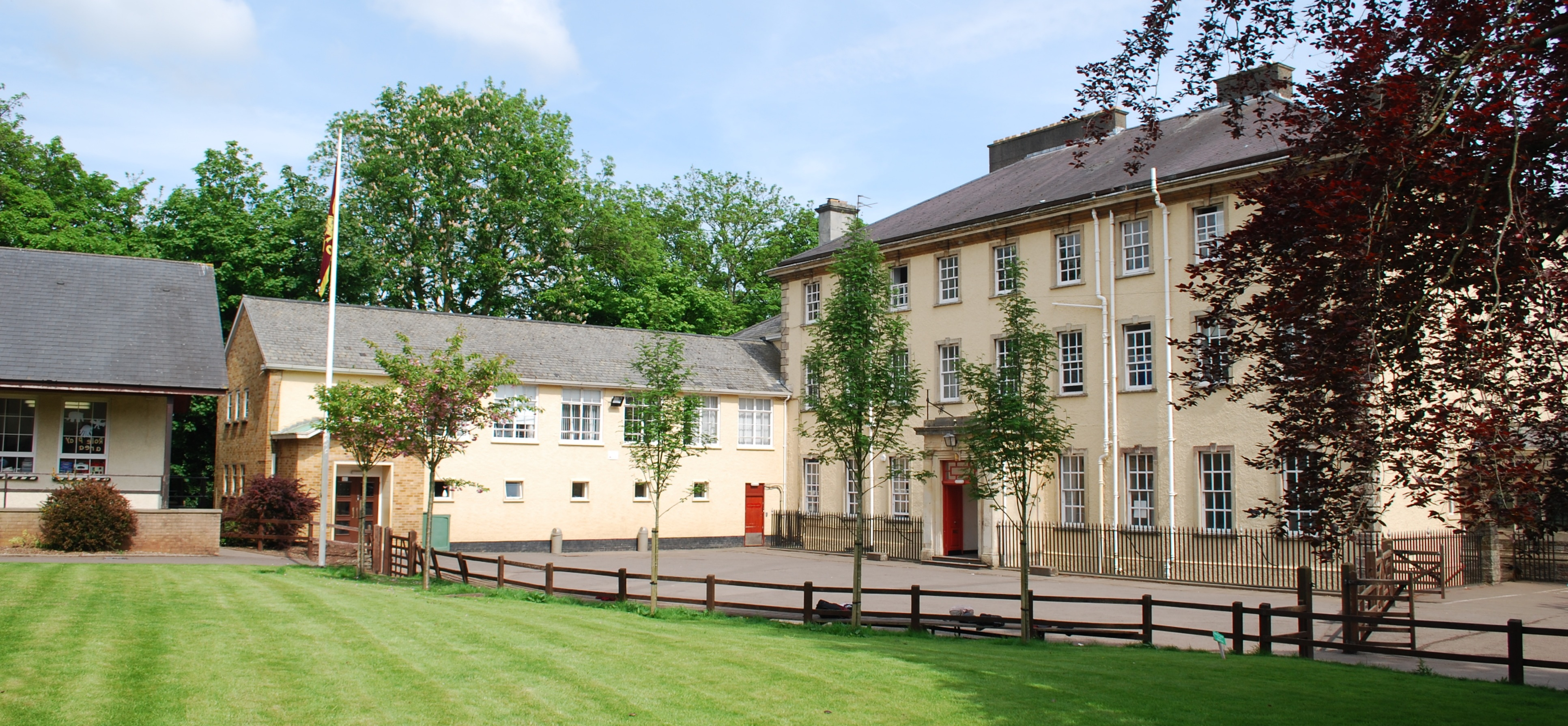
Llandaff Cathedral School, Hauptgebäude

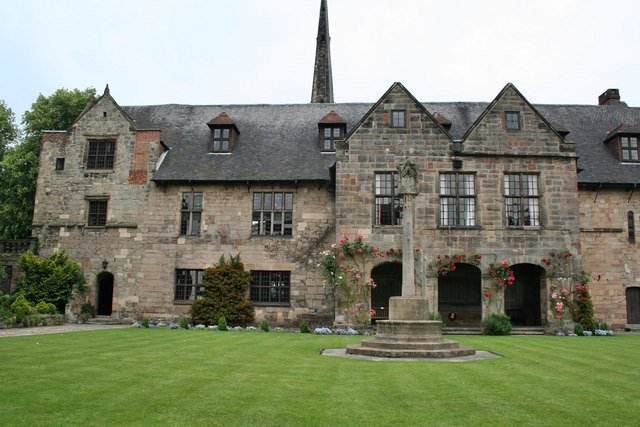
Repton School

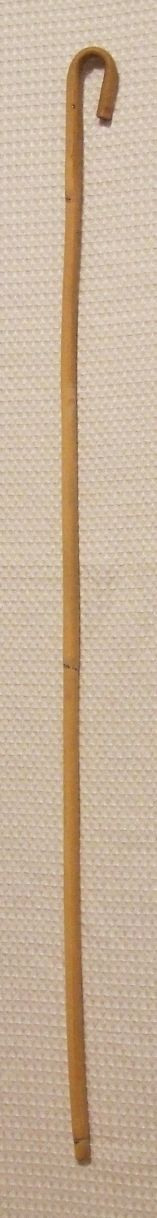
Rohrstock aus Rattan

Tales of Childhood (Kindheitserzählungen) lautet der Untertitel von Boy im englischen Original. Die deutsche Erstausgabe lädt ihn emotional auf (Schönes und Schreckliches aus meiner Kinderzeit), greift damit aber dem Autor nur unwesentlich vor, dessen kurzes Vorwort im Leser ganz ähnliche Erwartungen weckt. Schönes und Schreckliches sind klar verteilt. Sein Zuhause, seine Familie zeichnet Dahl als nahezu heile Welt. Im Moment größter Bedrängnis – der ersten schlimmen Heimwehnacht im Internat als gerade einmal Neunjähriger – findet er Halt, indem er sich im Bett ihr zuwendet und fortan, so positioniert, halbwegs beruhigt einschlafen kann. Die „feste Burg“, die seine Familie ihm bietet, ruht auf den Schultern einer Person: seiner Mutter. Dahl liebt und bewundert sie unverhohlen. Die Briefe, die er als Internatsschüler jeden Sonntagmorgen nach Hause zu schreiben hat, empfindet er als Bedürfnis; auszugsweise sind einige von ihnen, nebst Fotos, dem Text beigegeben, unterschrieben mit „Boy“. Da sie naturgemäß mehr über ihn selbst erzählen, sind es vor allem die autobiografischen Erlebnisse, die einen Eindruck vermitteln von der Persönlichkeit seiner Mutter, ihren zahlreichen Tugenden wie Mut, Entschlossenheit, Tatkraft, Realitätssinn, Loyalität, Vertrauen... Boy kann daher mit gutem Grund auch als Hommage an sie gelesen werden.

### Dahlsches Kinderbuch
Dahls schriftstellerischer Ruhm gründet vor allem auf seinen Kinderbüchern. Die Helden in ihnen sind normalerweise Kinder, die auf eine Erwachsenenwelt stoßen, in der es viele Bösewichter gibt, aber auch wenigstens einen „guten“ Charakter. Diese Grundkonstellation, mit Dahls Mutter als der „guten“ Erwachsenen, findet sich in Boy wieder. Die Bösewichter herrschen kraft der „Autorität“ des Rohrstocks: in Person der exekutierenden Direktoren sowie derer, die seinen Einsatz fordern und sich an der Vollstreckung weiden, wie Dahls Intimfeind Captain Hardcastle, die Inhaberin des Süßwarenladens und die Internatsleiterin. Auffällig ihre Überhöhung durch Attribute aus der Märchenwelt: Als „Riesen“ erscheinen die Direktoren dem kindlichen Helden, obwohl er selbst in jungen Jahren schon ungewöhnlich groß ist; „Hexe“ und „Hausdrachen“ nennt er die beiden Frauen, die er nie lächeln sieht. Auffällig auch ihr durchweg abstoßendes Äußeres, gepaart mit einer Fülle unsympathischer Eigenschaften, wie Misstrauen, Missgunst, Geiz, Unfreundlichkeit, Starrsinn...
Wie im Märchen und in Dahls Kinderbüchern, siegt auch in seiner autobiografischen Erzählung zum Schluss das „Gute“, personifiziert in seiner Mutter und natürlich ihm selbst. Dabei hat sein Sieg den Anschein einer Niederlage: Man verwehrt ihm den Aufstieg zum Präfekten, der ihm traditionsgemäß zustünde als zweifacher Kapitän von Sportmannschaften. Dahl deutet die faktische Niederlage als moralischen Triumph: Man habe in ihm einen Regelverletzer gesehen, einen, der sich dem System verweigert, das Konformisten damit belohnt, über Mitschüler durch Gewalt und Willkür herrschen zu dürfen. Der Held hat sich also nicht korrumpieren lassen. Und die auch nach außen hin sichtbare „märchenhafte“ Belohnung folgt auf dem Fuß, indem er bekommt, wofür man nach Ansicht der Konformisten zumindest hätte Präfekt sein müssen – seinen Traumjob bei Shell.

### Schwarze Pädagogik
Als „Schwarze Pädagogik“ im weiteren Sinne bezeichnet man eine Erziehung, die hauptsächlich auf repressive Mittel wie Gewalt, Einschüchterung und Erniedrigung setzt. Rund drei Viertel der Episoden in Boy haben einen Bezug dazu, und im Grunde ist jede selbsterklärend dank der Erzählkunst Dahls. Mit wertenden Aussagen hält er sich zurück oder untertreibt ironisch, wie in der Äußerung über die Internatsleiterin, dass sie „wohl kleine Jungs nicht gemocht hat“. „Sadismus“ wäre keine unangemessene Unterstellung angesichts ihres Regimes, das sich aller Mittel der „Schwarzen Pädagogik“ bedient. Doch nicht nur das schulische Personal schildert Dahl als „gefährlich“, Ärzte nicht minder; die allererste Episode, die er erzählt und die seinen Vater im Kindesalter ohne Not einen Arm kostet, gibt nur einen Vorgeschmack darauf. Letztlich bleibt nicht einmal die Familie frei von Einflüssen der „Schwarzen Pädagogik“: Um Kinder davon abzuhalten, etwas Unerwünschtes zu tun, hat mancher häusliche Erzieher – wie Dahls Kindermädchen oder der Vater eines Schulfreunds – keine Skrupel, abschreckende Schauergeschichten zu erfinden.
„Schwarze Pädagogik“ wird auch in einem engeren Sinne definiert. Als der Begriff 1977 geprägt wurde, richtete er sich konkret gegen die Pädagogik der Aufklärung und ihre – vermeintlich noch nicht überwundene – Auffassung, dass der Mensch, um zur Vernunft zu gelangen, seine „wilde Natur“ hinter sich lassen müsse. In der Erziehung konnte das dazu führen, die kindliche Natur als ausmerzungsbedürftig anzusehen – je früher, umso besser. Auf welche Weise Kinder zu Dahls Schulzeit vorzeitig in ein Erwachsenen-Korsett gesteckt wurden, illustriert Boy teils ganz bildlich (der 13-Jährige muss Teile seiner Schuluniform regelrecht weichkauen, um sich in sie hineinzwängen zu können), teils auch verbal, wenn selbst der als verständnisvoll beschriebene Hausarzt dem heimwehkranken Jungen vertraulich mitteilt, dass er es war, der seiner Mutter geraten hatte, ihn als erst Neunjährigen in ein Internat zu geben, denn: „Das Leben ist hart, und je früher du lernst, damit fertig zu werden, desto besser für dich.“

### Schwarzer Humor
Neben seinen Kinderbüchern wurde Dahl vor allem als Autor schwarzhumoriger Kurzgeschichten bekannt. Von Schwarzem Humor spricht man dann, wenn etwas, das normalerweise Betroffenheit auslöst (Verbrechen, Gewalt, Krankheit, Tod...), auf „unangemessene“ Weise humorvoll dargestellt wird. In der Regel setzt er eine gewisse Distanz beim Verfasser voraus – und vermag sie auf Seiten des Lesers zu erzeugen. In Boy spielt diese Distanzierung eine nicht zu unterschätzende Rolle. Gleich in den Auftaktsätzen stellt Dahl sie her (durch das lang zurückliegende Leben von Großvater und Vater) und erneuert sie später immer wieder, unter anderem in den Arzt-Szenen, in denen er dem Leser keins der ihn einst erschreckenden Details erspart, aber zugleich auch das beruhigende Gefühl vermittelt, dass dies heute nicht mehr droht.
Ob aus dieser sicheren Distanz, wie bei Humor erwartbar, ein befreites Lachen folgt, ist wiederum ungewiss. Unwahrscheinlich ist es in Reaktion auf die vermutlich „schwärzeste“ Episode, in der das Betroffenheit Auslösende (die Prügelstrafe durch einen Boazer) ganz ausgespart und nur die Fortsetzung erzählt wird (der Diskurs der „Gutachter“), die ihr perverses Ritual pflegen, als wäre es die normalste Sache der Welt. Andere schwarzhumorige Szenen lassen eher befreites Lachen erwarten, beispielsweise die, die klar signalisieren, dass sie pure Fantasie sind. Dazu zählen die zwei Schauergeschichten, die Kindern weismachen sollen, woraus und wie man Lakritzschnecken macht und wodurch Blinddarmentzündungen entstehen.
Schwarzer Humor gehört zu den stilprägenden Charakteristika von Dahls Werk. Seine Kinderbücher sind davon nicht ausgenommen. Verstärkt zu beobachten ist dies in der Spätphase seines Schaffens (Das Wundermittel, Hexen hexen, Matilda) – zur gleichen Zeit also, als er seine eigenen Kindheitserlebnisse festhielt. Die Berührungspunkte zwischen beiden sind offenkundig. „All das liest sich“, urteilt die ZEIT über Boy, „als hätte Dahl schon als Kind viel Dahl gelesen und umgehend in Erleben umgesetzt.“

## Kritik
Dahl schließt sein kurzes Vorwort zu Boy mit der Versicherung, alles, was er erzähle, sei wahr. Das wird in einem nicht unwichtigen Punkt von einem seiner Biografen, Jeremy Treglown, in Frage gestellt. Er betrifft Geoffrey Fisher, der von 1929 bis '32 Dahls Direktor an der Repton School war, bevor er ein Kirchenamt übernahm und später bis zum Erzbischof von Canterbury aufstieg. Dahl erzählt nun, auch dieser Direktor habe mit dem Rohrstock geprügelt, zwar nicht ihn, aber seinen damals besten Freund Michael, wie dieser ihm „höchst anschaulich geschildert“ habe. Mit Verweis auf Fishers Sonntagspredigten über Gnade und Vergebung resümiert er, Widersprüche wie diese hätten ihn „immer stärker zweifeln [lassen] an der Kirche, an der Religion, ja sogar an Gott“. Laut Treglowns Recherche ist die Tat, die Dahl Fisher zur Last legt, jedoch erst 1933 geschehen und damit ein Jahr nach dessen Weggang.

## Ausgaben (Auswahl)
- Roald Dahl: Boy. Tales of Childhood. Jonathan Cape, London 1984. (englisch, Originalausgabe)
- Roald Dahl: Boy. Tales of Childhood. Illustrated by Quentin Blake. Penguin, London 2016. ISBN 978-0-14-136553-4 (englisch, illustrierte Taschenbuchausgabe)
- Roald Dahl: More about Boy. Roald Dahl's Tales from Childhood. Penguin, London 2008. ISBN 978-0-14-132447-0 (englisch, erweiterte Taschenbuchausgabe)
- Roald Dahl: Boy. Schönes und Schreckliches aus meiner Kinderzeit. Aus dem Englischen von Adam Quidam. Rowohlt, Hamburg 1986 (rororo 5693). ISBN 978-3-499-15693-9 (deutsche Erstausgabe).
- Roald Dahl: Boy / Im Alleingang. Die autobiographischen Erzählungen. Aus dem Englischen von Adam Quidam und Hermann Stiehl. Rowohlt, Hamburg 2016. ISBN 978-3-499-29034-3 (Hardcover)

## Ergänzende Literatur
- Roald Dahl: Love from Boy. Roald Dahl's Letters to his Mother. John Murray, London 2017. ISBN 978-1-4447-8628-6 (englisch)
- Roald Dahl: Love from Boy. Roald Dahls Briefe an seine Mutter. Aus dem Englischen von Jan Schönherr. Rowohlt, Hamburg 2018. ISBN 978-3-498-01334-9